# Bluff Knoll
Bluff Knoll är en bergstopp i Australien. Den ligger i kommunen Gnowangerup och delstaten Western Australia, omkring 350 kilometer sydost om delstatshuvudstaden Perth. Toppen på Bluff Knoll är 1 095 meter över havet. Bluff Knoll ingår i Stirling Range.
Bluff Knoll är den högsta punkten i trakten. Trakten runt Bluff Knoll är nära nog obefolkad, med mindre än två invånare per kvadratkilometer.. Det finns inga samhällen i närheten.
I omgivningarna runt Bluff Knoll växer huvudsakligen savannskog. Genomsnittlig årsnederbörd är 579 millimeter. Den regnigaste månaden är maj, med i genomsnitt 85 mm nederbörd, och den torraste är februari, med 10 mm nederbörd.